# 카와시마 타다시
카와시마 타다시(河島 正, 1969년 4월 7일 ~ 2010년 6월 15일)는 일본 에히메현 출신의 만화가이다. 대표작으로 《얼라이브: 최종 진화적 소년》이 있다.

## 생애
카와시마 타다시는 Daughter Maker로 데뷔하였고, 2003년 10월부터 2009년 10월까지 얼라이브: 최종 진화적 소년을 고단샤에 연재하였다. 2010년 6월 15일 간암으로 인하여 41세의 나이로 사망하였다.

## 서적
- Daughter Maker(2000–2001 고단샤)
- 얼라이브: 최종 진화적 소년(2003-2010 고단샤)